# Valero Energy
Valero Energy Corporation er et amerikansk olieselskab. De producerer markedsfører og transporterer olie og benzin. De har hovedkvarter i San Antonio, Texas. De ejer og driver 15 olieraffinaderier i USA og Canada samt 1 i Wales. De har 11 ethanolfabrikker og en 50-megawatt vindmøllepark. Virksomheden blev etableret i 2013 som et spin-off fra CST Brands. Valero har 6.800 tankstationer i USA, Canada, UK og Caribien under mærkerne Valero, Diamond Shamrock, Shamrock, Beacon og Texaco.